# Miner G. Norton

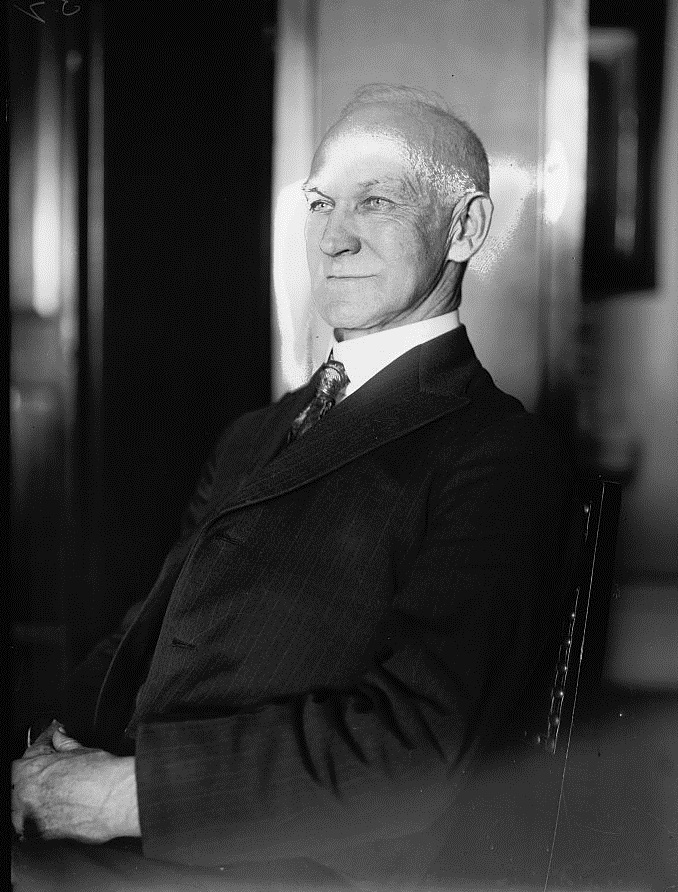
Miner G. Norton (1921)

Miner Gibbs Norton (* 11. Mai 1857 in Andover, Ashtabula County, Ohio; † 7. September 1926 in Cleveland, Ohio) war ein US-amerikanischer Politiker der Republikanischen Partei. Vom 4. März 1921 bis 3. März 1923 war er Mitglied des Repräsentantenhauses der Vereinigten Staaten für den 20. Kongressdistrikt des Bundesstaates Ohio.

## Biografie
Miner G. Norton wurde im nordöstlichen Teil von Ohio geboren. Er besucht dort die öffentlichen Schulen. Nach dem Besuch der National Normal University und des Baldwin-Wallace College schloss er sein Jura-Studium 1878 an der University of Mount Union und 1880 an der Yale University ab. Im selben Jahr wurde er als Rechtsanwalt zugelassen und war fortan in Cleveland tätig. Von 1895 bis 1900 stand er in Diensten der Stadt Cleveland als Director of Law. In den späten 1890er Jahren war er Vorsitzender des Exekutivkomitees der Republikanischen Partei in Ohio. 
Bei den Kongresswahlen 1920 wurde Norton als Vertreter des 20. Distrikts von Ohio ins House nach Washington, D.C. gewählt. 1922 trat er nicht mehr zur Wahl an. Sein Vorgänger, Charles A. Mooney, wurde zugleich sein Nachfolger. Er arbeitete daraufhin wieder als Anwalt in Cleveland. Am 7. September 1926 starb Norton in Cleveland. Er wurde auf dem Oakdale Cemetery in Jefferson beigesetzt. 